# Chiến dịch Tây Carpath
Chiến dịch Tây Carpath là một chiến dịch tấn công chiến lược do quân đội Liên Xô tiến hành nhằm tấn công vào tuyến phòng thủ của quân đội Đức Quốc xã tại miền Tây Slovakia, Nam Ba Lan trong Chiến tranh Xô-Đức thuộc Chiến tranh thế giới thứ hai từ ngày 12 tháng 1 đến ngày 18 tháng 2 năm 1945. Tham gia chiến dịch có các đơn vị của Phương diện quân Ukraina 4 và cánh phải của Phương diện quân Ukraina 2. Các lực lượng này phải đối đầu với các tập đoàn quân 8, 17, Tập đoàn quân xe tăng 1 (Đức) và Tập đoàn quân 1 (Hungary) đang phòng thủ khu vực Carpath Tây thuộc lãnh thổ Slovakia và Ba Lan từ Jasło (Ba Lan) đến Nemecká (Tiệp Khắc).
Chiến dịch được tiến hành theo hai giai đoạn:
- Giai đoạn thứ nhất: Các tập đoàn quân của Phương diện quân Ukraina 4 tấn công từ tuyến sông Wisłoka - Ondava đến tuyến sông Poprad, giải phóng các thành phố Jasło, Nowy Sącz, Prešov, Košice.
- Giai đoạn thứ hai: Phương diện quân Ukraina 4 tiếp tục vượt sông Poprad, giải phóng các thành phố Bielsko-Biała, Nowy Targ, Poprad. Cánh phải của Phương diện quân Ukraina 2 gồm các tập đoàn quân 40, 27, 53 và Cụm kỵ binh cơ giới của tướng I. A. Pliyev tham gia tấn công bên cánh trái của Phương diện quân Ukraina 4, giải phóng các thành phố Brezno, Plešivec.

Kết thúc chiến dịch, hai phương diện quân Liên Xô đã đột phá sâu từ 170 đến 230 km trên một chính diện mặt trận rộng 440 km, giải phóng một hầu hết lãnh thổ miền Tây Slovakia, đánh chiếm các bàn đạp làm tiền đề cho việc tiếp cận các tuyến sông Hron, Orava, thượng nguồn sông Wisla và mở chiến dịch giải phóng khu công nghiệp Moravská-Ostrava ngay sau đó.

## Tình huống mặt trận
Sau Chiến dịch Đông Carpath diễn ra tại khu vực Carpath-Dukla và Carpath-Uzhgorod, Phương diện quân Ukraina 4 đã tiến ra tuyến có thể chi viện trực tiếp cho du kích Slovakia. Tuy nhiên, Chiến dịch Đông Carpath cũng gây nhiều tổn thất đáng kể cho quân đội Liên Xô. Để tăng cường cho hướng tấn công vào Tiệp Khắc, ngày 27 tháng 10 năm 1944, Tập đoàn quân 38 được chuyển giao cho Phương diện quân Ukraina 4. Các quân đoàn xe tăng 31 và cận vệ 4 được trả lại cho Phương diện quân Ukraina 1. Phương diện quân Ukraina 4 còn lại 4 lữ đoàn và 2 trung đoàn xe tăng, 5 trung đoàn pháo tự hành và 4 tiểu đoàn xe bọc thép.
Ở bên sườn phải của Phương diện quân Ukraina 4, Phương diện quân Ukraina 1 đang phối hợp với Phương diện quân Byelorussia 1 mở Chiến dịch Wisla-Oder. Tại sườn trái của Phương diện quân Ukraina 4, Phương diện quân Ukraina 2 phối hợp với Phương diện quân Ukraina 3 đang sửa soạn cho những đòn đột kích cuối cùng nhằm tiêu diệt cánh quân Budapest của Cụm tập đoàn quân Nam (Đức) đang bị giam hãm trong vòng vây. Mặc dù ở trên hướng thứ yếu nhưng chiến dịch của Phương diện quân Ukraina 4 vẫn đóng vai trò quan trọng. Nó có tác dụng giam chân 3 tập đoàn quân của quân đội Đức Quốc xã và 1 tập đoàn quân Hungary - trong đó có Tập đoàn quân xe tăng 1 (Đức) rất mạnh - tại mặt trận Tiệp Khắc, không cho Bộ Tổng Tư lệnh quân đội Đức Quốc xã điều các tập đoàn quân này ra hai hướng chiến lược đến Berlin và đến Viên. Nó cũng có tác dụng che chắn hai bên sườn cho Phương diện quân Ukraina 1 và Ukraina 2 trong các chiến dịch tấn công sang phía Tây. Bên cạnh đó, nhiệm vụ chủ yếu của Phương diện quân Ukraina 4 vẫn là giải phóng Slovakia và Séc.
Mặc dù cuộc khởi nghĩa Slovakia thất bại nhưng tại miền Tây Slovakia vẫn có hàng trăm đội du kích địa phương và cả du kích Liên Xô đang hoạt động. Trong khi các đội du kích địa phương tổ chức các trận tập kích nhỏ nhằm quấy rối hậu phương mặt trận của quân đội Đức Quốc xã thì các đội du kích Liên Xô ngoài nhiệm vụ chiến đấu còn có thêm nhiệm vụ trinh sát các tuyến phòng thủ của quân Đức, xác định các vị trí đóng quân và thăm dò các kế hoạch hành động của quân đội Đức Quốc xã để báo tin cho Bộ Tổng tham mưu Liên Xô cũng như Bộ tham mưu các phương diện quân. Đến đầu năm 1945, tại Tây Carpath vẫn tồn tại gần 20 lữ đoàn và hơn 10 đội du kích của Liên Xô và Tiệp Khắc hoạt động. Mục tiêu chính của họ là hai con đường sắt chạy dọc theo hai sườn Bắc và Nam dãy Tây Carpath, các trung tâm giao thông, nhà ga đầu mối, các kho tàng, các đoàn xe lửa, các đồn cảnh sát của chính quyền ngụy Slovakia và các sở chỉ huy của các đơn vị Đức Quốc xã.
Địa hình trên các hướng tấn công của các tập đoàn quân cận vệ 1, 18, 38 và Quân đoàn Tiệp Khắc 1 vẫn là các vùng núi non của miền Tây Carpath. Từ tuyến sông Ondava đến tuyến sông Olza, Váh và thượng nguồn sông Wisla có các dãy núi Slovenské Rudohorie, Fatra Lớn, Fatra Nhỏ, Carpath Lớn và Carpath Nhỏ chắn ngang. Ngoài ra, đầu nguồn các con sông chảy từ đường phân thủy Tây Carpath xuống đồng bằng Ba Lan ở phía Bắc và đồng bằng Hungary ở phía Nam đều tạo thành những khe sâu. Hướng tiến quân của Tập đoàn quân 38 có địa hình ít núi hơn nhưng lại có nhiều sông suối và khe hẻm cắt ngang các con đường giao thông. Tại các điểm giao nhau giữa các khe hẻm, các đỉnh núi với các con đường đều có thể trở thành các chốt chặn rất hiệu quả.
Đầu năm 1945, bố trí binh lực và chỉ huy trên hai mặt trận Đức và Liên Xô đều có những thay đổi. Từ ngày 17 tháng 1 năm 1945, Thống chế Ferdinand Schörner thay thượng tướng Josef Harpe chỉ huy Cụm tập đoàn quân "A" (Đức) và đến ngày 26 tháng 1 thì Cụm tập đoàn quân này được đổi thành Cụm tập đoàn quân "Trung tâm". Về phía quân đội Liên Xô và đồng minh, Quân đoàn Tiệp Khắc 1 vẫn chiến đấu trong đội hình của Phương diện quân Ukraina 4 nhưng được đặt dưới sự điều động của STAVKA. Muốn sử dụng quân đoàn này, Hội đồng quân sự Phương diện quân phải xin ý kiến của Tổng Tư lệnh tối cao.

## Binh lực và kế hoạch

### Quân đội Liên Xô và các đồng minh

#### Quân đội Liên Xô
Phương diện quân Ukraina 4 (tư lệnh: đại tướng I. Ye. Petrov, tham mưu trưởng: trung tướng F. K. Korzhenyevich), với quân số tổng cộng 267.500 người, bao gồm:
- Tập đoàn quân 38 do thượng tướng K. S. Moskalenko chỉ huy. Thành phần gồm có:
  - Bộ binh:
    - Quân đoàn 52 gồm các sư đoàn 81, 121 và 340.
    - Quân đoàn 67 gồm các sư đoàn 211, 241 và 305.
    - Quân đoàn 101 gồm các sư đoàn 70 (cận vệ), 140 và 183.

  - Pháo binh:
    - Các lữ đoàn 135 (nòng dài), 3 (Katyusha), 6 (chống tăng), cận vệ 27 (súng cối).
    - Các trung đoàn 805, 839 (lựu pháo); 1506, 1642, 1663 (chống tăng); 5, 6, 83, 96 (súng cối cận vệ); 144, 276, 491, 618 (súng cối); 197 (sơn pháo).

  - Phòng không: Sư đoàn 76 gồm các trung đoàn 223, 416, 447, 591; Trung đoàn độc lập 1954.
  - Thiết giáp: Các trung đoàn xe tăng 8, 12 (cận vệ).
  - Công binh: Lữ đoàn hỗn hợp 39.
- Tập đoàn quân cận vệ 1 do thượng tướng A. A. Grechko chỉ huy. Thành phần gồm có:
  - Bộ binh:
    - Quân đoàn cận vệ 3 gồm các sư đoàn 128 (cận vệ sơn chiến) 242, 318.
    - Quân đoàn 107 gồm các sư đoàn 129 (cận vệ sơn chiến), 161 và 167.
    - Các sư đoàn trực thuộc 271 và 276.

  - Pháo binh:
    - Lữ đoàn lựu pháo cận vệ 24.
    - Các trung đoàn: cận vệ 93 (Katyusha); cận vệ 3, cận vệ 317, 1646 (chống tăng); 9, 196, 494, 496 (sơn pháo); 281, 525 (súng cối).

  - Phòng không: Sư đoàn 25 gồm các trung đoàn 1067, 1356, 1362, 1368 và Trung đoàn độc lập 580.
- Tập đoàn quân 18 do trung tướng A. I. Gastilovich chỉ huy. Thành phần gồm có:
  - Bộ binh:
    - Quân đoàn cận vệ 17 gồm Sư đoàn đổ bộ đường không 2; các sư đoàn 8, 138 và 237.
    - Quân đoàn 95 gồm các sư đoàn 24 và 351.

  - Pháo binh:
    - Lữ đoàn lựu pháo 146.
    - Các trung đoàn cận vệ 294, 130, 1672 (chống tăng); 195, 253, 477 (sơn pháo), cận vệ 160 (súng cối).

  - Phòng không: Trung đoàn 1485 (pháo cao xạ), các tiểu đoàn 95, 104 (súng máy cao xạ).
  - Thiết giáp:
    - Xe tăng: Lữ đoàn cận vệ 5.
    - Pháo tự hành: Các trung đoàn 108 (cận vệ) 875 và 1666.

  - Công binh: Lữ đoàn công binh sơn chiến 4, Lữ đoàn hỗn hợp 9, Tiểu đoàn kéo pháo 897.
- Tập đoàn quân không quân 8 do trung tướng V. N. Zhdanov chỉ huy. Tổng số 553 máy bay. Thành phần gồm có:
  - Máy bay tiêm kích: Quân đoàn 10 gồm các sư đoàn cận vệ 10 và 15.
  - Máy bay cường kích: Quân đoàn 8 gồm các sư đoàn 224 và 227.
  - Máy bay ném bom: Sư đoàn 321 và trung đoàn 8.
  - Trinh sát, cứu hộ: Trung đoàn 100.
  - Vận tải: Trung đoàn 678.
  - Liên lạc: Phi đội 200.
- Các đơn vị trực thuộc phương diện quân:
  - Bộ binh: Quân đoàn 11 gồm các sư đoàn 30 và 226.
  - Pháo binh: Các trung đoàn súng cối cận vệ 2 và 329; các trung đoàn sơn pháo cận vệ 2 và 3.
  - Thiết giáp: Lữ đoàn xe tăng cận vệ 42, Trung đoàn xe tăng hạng nặng cận vệ 1, Trung đoàn pháo tự hành 1511, các trung đoàn xe bọc thép độc lập 33, 37, 46.
  - Công binh: Lữ đoàn hỗn hợp 15, các tiểu đoàn cầu 6 và 50.

Cánh phải của Phương diện quân Ukraina 2 (tư lệnh: Nguyên soái R. Ya. Malinovksy, tham mưu trưởng: thượng tướng M. V. Zakharov), quân số tổng cộng 214.700 người, bao gồm:
- Tập đoàn quân 40 do trung tướng F. F. Zhmachenko chỉ huy. Thành phần gồm có:
  - Bộ binh:
    - Quân đoàn 50 gồm các sư đoàn 42 (cận vệ) 38, 240.
    - Các sư đoàn trực thuộc 54 và 159.

  - Pháo binh: Lữ đoàn lựu pháo 153, Trung đoàn pháo chống tăng 680, Trung đoàn súng cối 10, Trung đoàn phòng không 622.
  - Thiết giáp: Trung đoàn xe tăng 34.
  - Công binh: Lữ đoàn hỗn hợp 4.
  - Phòng hóa: Các đại đội súng phun lửa 4, 21 và 176.
- Tập đoàn quân 27 do thượng tướng S. G. Trofimenko chỉ huy (Từ ngày 26 tháng 1 năm 1945 chuyển sang hướng Nam Budapest). Thành phần gồm có:
  - Bộ binh:
    - Quân đoàn cận vệ 35 gồm các sư đoàn 163 và 206.
    - Quân đoàn 33 gồm các sư đoàn 202, 337.
    - Quân đoàn 104 gồm Sư đoàn đổ bộ đường không cận vệ 41 và Sư đoàn 78.
    - Sư đoàn đổ bộ đường không cận vệ 3 (trực thuộc).

  - Pháo binh:
    - Sư đoàn hỗn hợp 11 gồm Lữ đoàn pháo hạng nặng 31, Lữ đoàn pháo nòng dài 40, Lữ đoàn lựu pháo 45.
    - Lữ đoàn lựu pháo 27.
    - Các trung đoàn cận vệ 315 (chống tăng), 480 (sơn pháo), 492 (súng cối).

  - Phòng không: Sư đoàn 11 gồm các trung đoàn pháo phòng không 804, 976, 987 và 996.
- Tập đoàn quân 53 do thượng tướng I. M. Managarov chỉ huy. Thành phần gồm có:
  - Bộ binh:
    - Quân đoàn cận vệ 24 gồm Sư đoàn đổ bộ đường không cận vệ 1, các sư đoàn cận vệ 72 và 81.
    - Quân đoàn 49 gồm các sư đoàn 110 (cận vệ) và 375.
    - Quân đoàn 57 gồm các sư đoàn 203, 227 và 228.

  - Pháo binh:
    - Sư đoàn cận vệ 5 gồm các lữ đoàn 71 (pháo hạng nặng), 67 (pháo nòng dài), 27 (súng cối).
    - Lữ đoàn pháo chống tăng 30.
    - Các trung đoàn 1316 (chống tăng), 461 (súng cối).

  - Phòng không: Sư đoàn 27 gồm các trung đoàn 1354, 1358, 1364, 1370.
- Cụm kỵ binh cơ giới cận vệ 1 do trung tướng I. A. Pliyev chỉ huy. (từ ngày 26 tháng 1 năm 1945 chuyển sang hướng Bratislava)
  - Quân đoàn kỵ binh cận vệ 4. Trong biên chế có:
    - Kỵ binh: Các sư đoàn cận vệ 9, 10 và Sư đoàn 30.
    - Thiết giáp: Trung đoàn xe tăng cận vệ 4, Trung đoàn pháo tự hành 1815.
    - Pháo binh: Trung đoàn chống tăng cận vệ 152, Các trung đoàn súng cối cận vệ 12 và 68.
    - Phòng không: Trung đoàn 255.

  - Quân đoàn kỵ binh cận vệ 6. Trong biên chế có:
    - Kỵ binh: Các sư đoàn cận vệ 8, 13 và Sư đoàn 8.
    - Thiết giáp: Trung đoàn xe tăng cận vệ 47, Trung đoàn pháo tự hành 1813.
    - Pháo binh: Trung đoàn pháo chống tăng cận vệ 42, các trung đoàn súng cối cận vệ 11 và 47.
    - Phòng không: Trung đoàn 1732.

#### Quân đội Romania
Thuộc quyền chỉ huy của Tư lệnh Phương diện quân Ukraina 2, tổng quân số 99.300 người, bao gồm:
- Tập đoàn quân Romania 1 do trung tướng Vasile Atanasiu chỉ huy. Thành phàn gồm có:
  - Quân đoàn bộ binh 4:
    - Bộ binh: Các sư đoàn 2, 4, 11.
    - Kỵ binh: Sư đoàn 1.

  - Quân đoàn bộ binh 6: gồm các sư đoàn bộ binh 7, 9, 21.
- Tập đoàn quân Romania 4 do tướng Nicolae Dăscălescu chỉ huy. Thành phần gồm có:
  - Quân đoàn bộ binh 2:
    - Bộ binh: Sư đoàn tình nguyện 1 "Tudor Vladimirescu", Sư đoàn bộ binh cận vệ.
    - Kỵ binh: Sư đoàn kỵ binh 4 Calarasi.
    - Các binh chủng khác: Trung đoàn pháo binh 2, Trung đoàn công binh 2.

  - Quân đoàn bộ binh 7:
    - Bộ binh: Sư đoàn tình nguyện 2 " Horia, Cloșca și Crișan", Sư đoàn bộ binh 2.
    - Kỵ binh: Sư đoàn kỵ binh 2 Calarasi.
    - Các binh chủng khác: Trung đoàn pháo binh 1, Trung đoàn công binh 7.

#### Quân đội Tiệp Khắc
- Quân đoàn Tiệp Khắc 1 do thiếu tướng Ludvík Svoboda chỉ huy. Tổng quân số 11.500 người. Thành phần gồm có:
  - Bộ binh: Các lữ đoàn bộ binh 1, 3; Lữ đoàn đổ bộ đường không 2, Tiểu đoàn trinh sát 1.
  - Thiết giáp: Lữ đoàn xe tăng 1 gồm 3 tiểu đoàn xe tăng, được trang bị 54 xe tăng.
  - Pháo binh: Trung đoàn lựu pháo 1, Trung đoàn pháo chống tăng 1, Trung đoàn phòng không 1.
  - Không quân: Phi đoàn hỗn hợp gồm 24 máy bay.
  - Trợ chiến: các tiểu đoàn thông tin và quân y.

#### Kế hoạch
Chiến dịch Tây Carpath có sự tham gia của Phương diện quân Ukraina 4 và cánh phải của Phương diện quân Ukraina 2. Theo kế hoạch, Phương diện quân Ukraina 4 sẽ tiến công theo ba hướng. Hướng chính do Tập đoàn quân số 38 đảm trách, tấn công từ phía Bắc, vượt qua dãy Carpath theo hướng Bielsko-Biała; ngoài ra một phần của Tập đoàn quân sẽ tấn công theo hướng Kraków để hỗ trợ cho Phương diện quân Ukraina 1 lúc này đang tiến hành chiến dịch Sandomierz-Silesia (một chiến dịch bộ phận của chuỗi chiến dịch Wisla-Oder). Hai hướng thứ yếu sẽ do Tập đoàn quân cận vệ 1 và Quân đoàn Tiệp Khắc 1 tấn công theo hướng Ľubotín, Tập đoàn quân số 18 tấn công theo hướng Poprad. Trong khi đó, cánh phải của Phương diện quân Ukraina 2 đóng tại phía Nam ở khu vực biên giới Hungary-Tiệp Khắc phối hợp với các lực lượng du kích địa phương sẽ có nhiệm vụ tiếp cận tuyến sông Hron, Nitra và sau đó phát triển tiến công theo hướng Bratislava, Viên, Brno.
Trong giai đoạn 1, do phải đối phó với địa hình rừng núi phức tạp của miền Carpath, Tập đoàn quân 38, trong biên chế có các đơn vị chuyên tác chiến ở địa hình miền núi đã được điều chuyển từ Phương diện quân Ukraina 1 sang Phương diện quân Ukraina 4. Trong tổng số 215 xe tăng và pháo tự hành của Phương diện quân, 42 chiếc được phân phối cho Tập đoàn quân cận vệ 1 và được sử dụng để kèm với các đơn vị bộ binh nhằm hỗ trợ cho các mũi tiến công chính; còn 39 chiếc được tăng cường cho Tập đoàn quân 18 để tấn công dọc theo bờ Tây sông Hornád. Số còn lại bố trí cho Tập đoàn quân 38 và nằm trong lực lượng dự bị của phương diện quân. Nhìn chung quân đội Liên Xô chỉ đạt được ưu thế tương đối về binh lực với tỉ lệ 1,2:1 về người; 1,3:1 về xe tăng và pháo tự hành; 1,9:1 về đại bác và súng cối, 1,9:1 về máy bay.
Trong giai đoạn 2, khi Phương diện quân Ukraina 2 đã cơ bản hình thành tuyến bao vây cánh quân Budapest của Cụm tập đoàn quân Nam (Đức) ở phía Tây Bắc thành phố này, các tập đoàn quân 40, 27 và 53 của Phương diện quân Ukraina 2 được giao nhiệm vụ khép chặt sườn phải với Phương diện quân Ukraina 4 đã tham gia chiến dịch và phát động các cuộc tấn công vào Tập đoàn quân 8 (Đức) đang đóng trên các sườn phía Nam của dãy núi Slovenské Rudohorie.

### Quân đội Đức Quốc xã

#### Binh lực
Cánh Nam của Cụm Tập đoàn quân A, từ ngày 26 tháng 1 năm 1945 đổi tên thành Cụm Tập đoàn quân Trung tâm (tư lệnh: thượng tướng Josef Harpe, đến ngày 17 tháng 1 là thống chế Ferdinand Schörner). Thành phần tham gia chiến dịch gồm có:
- Tập đoàn quân 17 do trung tướng bộ binh Friedrich Schulz chỉ huy. Trong biên chế có:
  - Quân đoàn bộ binh 59 do các tướng Edgar Röhricht (đến 29 tháng 1 năm 1945), Joachim von Tresckow (đến 1 tháng 2 năm 1945) và Ernst Sieler chỉ huy, gồm có:
    - Sư đoàn bộ binh 68.
    - Sư đoàn bộ binh 75.
    - Sư đoàn bộ binh 253.
    - Sư đoàn bộ binh 259.

  - Quân đoàn xe tăng 11 SS (được tổ chức lại từ Quân đoàn bộ binh 11 SS) do trung tướng SS Matthias Kleinheisterkamp chỉ huy, gồm có:
    - Sư đoàn xe tăng 25, được điều động từ Cụm tập đoàn quân G ở Mặt trận phía Tây đến lực lượng dự bị của Cụm tập đoàn quân "A" tháng 1 năm 1945.
    - Sư đoàn bộ binh xung kích 544.
    - Sư đoàn bộ binh xung kích 545.
    - Sư đoàn bộ binh 712.
- Tập đoàn quân xe tăng 1 do thượng tướng Gotthard Heinrici chỉ huy. Trong biên chế có:
  - Quân đoàn bộ binh 11 do tướng Rudolf von Bünau chỉ huy, gồm có:
    - Sư đoàn sơn chiến trượt tuyết 1.
    - Cụm tác chiến Sư đoàn sơn chiến 97.
    - Cụm tác chiến sư đoàn bọ binh 371.
    - Cụm tác chiến sư đoàn bọ binh 344.
    - Trung đoàn xe tăng 5 thuộc Sư đoàn xe tăng "Wiking".

  - Quân đoàn bộ binh 17 do tướng Otto Tiemann chỉ huy, gồm có:
    - Sư đoàn bộ binh sơn chiến 3.
    - Sư đoàn bộ binh sơn chiến 8.
    - Cụm tác chiến Welker.

  - Quân đoàn bộ binh sơn chiến 49 do tướng Karl von Le Suire chỉ huy, gồm có:
    - Sư đoàn bộ binh sơn chiến 100.
    - Sư đoàn bộ binh sơn chiến 101.
    - Sư đoàn bộ binh 6 (Hungary).
    - Sư đoàn bộ binh 13 (Hungary).
- Tập đoàn quân 1 (Hungary) do trung tướng László Dezső chỉ huy

Một phần của Cụm Tập đoàn quân Nam (tư lệnh: trung tướng bộ binh Otto Wöhler)
- Tập đoàn quân 8 do trung tướng bộ binh sơn chiến Hans Kreysing chỉ huy. Trong biên chế có:
  - Quân đoàn sơn chiến 9 (Hungary): gồm các sư đoàn 5 và 24.
  - Quân đoàn bộ binh 29 do tướng Kurt Röpke chỉ huy, gồm có:
    - Sư đoàn xe tăng 4 SS.
    - Sư đoàn bộ binh 15.
    - Sư đoàn bộ binh 76.

  - Quân đoàn xe tăng 4 (được tổ chức lại từ Quân đoàn bộ binh 4, đến mặt trận từ tháng 2 năm 1945) do tướng Ulrich Kleemann chỉ huy, gồm có:
    - Sư đoàn xe tăng 1 (Đức) của tướng Eberhard Thunert.
    - Sư đoàn xe tăng 2 (Hungary).
    - Sư đoàn bộ binh 46.
    - Sư đoàn bộ binh 371.

#### Kế hoạch
Trên mặt trận phía Đông, tuyến Wisla-Oder của Đức có nguy cơ bị vỡ cùng với một cụm quân lớn đang bị bao vây tại Budapest. Tại mặt trận phía Tây, cuộc tấn công mùa đông của quân đội Đức Quốc xã tại Chiến dịch Ardennes đang diễn ra trong thế giằng co quyết liệt. Các sư đoàn xe tăng Đức đã bị chặn lại trên phòng tuyến sông Meuse của quân Đồng Minh. Tại Mặt trận Ý, 3 tập đoàn quân Đức (10, 14 và "Liguria") cùng Quân đoàn độc lập 75 đang phải chống chọi với Tập đoàn quân 15 (Hoa Kỳ) và Tập đoàn quân 8 (Anh) trên phòng tuyến Gothic và vùng biên giới Pháp-Ý. Lực lượng dự trữ của nước Đức Quốc xã ngày một mỏng dần. Bộ Tổng Tư lệnh tối cao lục quân Đức Quốc xã nhận thấy sự ổn định mặt trận tại khu vực Slovakia có thể giúp cho hai hướng chiến lược Berlin và Viên có thêm binh lực tăng cường.
Việc bảo vệ Tây Slovakia cũng như các vùng Bohemia và Morava còn có ý nghĩa kinh tế quan trọng đối với nước Đức Quốc xã. Các trọng điểm kinh tế trong nội địa nước Đức đều nằm trong tầm oanh tạc của máy bay ném bom tầm xa Liên Xô và Mỹ, Anh. Duy chỉ còn lại các vùng công nghiệp xung quanh Viên, Praha và vùng Bohemia - Morava còn tương đối yên tĩnh. Vùng này cung cấp cho nước Đức Quốc xã nhiều sản phẩm công nghiệp nuôi dưỡng cho nền kinh tế chiến tranh của Đế chế thứ ba. Do đó, việc phòng thủ từ xa cho các khu công nghiệp Morava - Ostrava và Bratislava - Brno có nghĩa quan trọng trong việc kéo dài cuộc chiến của Hitler.
Không còn nhiều binh lực để phản công, quân Đức chọn phương án phòng thủ tại chỗ. Các tuyến sông Wisłoka, Ondava, Bila, Poprad, Orava, Hron, Nitra và Váh đều trở thành các chướng ngại tự nhiên để quân Đức dựng lên các tuyến phòng thủ. Trên các con đường núi chạy dọc theo hai sườn Bắc và Nam dãy Tây Carpath đều bố trí các chốt chặn. Hệ thống phòng ngự này sẽ buộc quân đội Liên Xô phải bóc gỡ từng cứ điểm, vượt qua từng tuyến, từng lớp để khi bị tấn công, quân đội Đức Quốc xã có thêm thời gian rút quân từ tuyến trước về để củng cố phòng ngự tuyến sau, kìm hãm tốc độ tấn công và làm tiêu hao các lực lượng đối phương. Chiến thuật này cũng được áp dụng trong các chiến dịch phòng ngự của quân đội Đức Quốc xã tại tuyến Ostrava - Morava và Bratislava - Brno sau đó.

## Diễn biến

### Giai đoạn I
Ngày 12 tháng 1 năm 1945, sau màn bắn pháo chuẩn bị kéo dài 65 phút với 200 khẩu/km chính diện vào phòng tuyến của quân Đức, Tập đoàn quân 18 (Liên Xô) bắt đầu tấn công vào chỗ tiếp giáp giữa Cụm tập đoàn quân A với Cụm tập đoàn quân Nam (Đức) trên sườn phía Đông của dãy núi Slovenské Rudohorie. Các sư đoàn dẫn đầu của Tập đoàn quân 18 chìm ngập trong tuyết phải khắc phục từng hỏa điểm của quân Đức và Hungary bố trí tại khu vực xung quanh Košice. Tốc độ tấn công rất chậm chạp. Trong ba ngày đầu tiên, Quân đoàn bộ binh 17 chỉ tiến lên được vỏn vẹn 3 km. Ngày 15 tháng 1, Tập đoàn quân cận vệ 1 mới chuyển sang tấn công trên hướng Hánušovce - Prešov. Cuộc tấn công tại đây cũng phát triển chậm chạp vì phải vượt qua các khe sâu trên sông Ondava. Đến ngày 18 tháng 1, Quân đoàn bộ binh cận vệ 3 mới chiếm được thị trấn Hánušovce. Tại cánh trái, đến ngày 18 tháng 1, Tập đoàn quân 38 mới chuyển sang tấn công vào Jasło và đánh chiếm thành phố này vào 18 giờ chiều cùng ngày, phát triển cửa đột phá rộng đến 18 km và sâu 16 km. Ngày 19 tháng 1, Tập đoàn quân 38 tiếp tục chiếm được thị trấn Görlitz (???) và phát triển về phía Tây. Cùng ngày Tập đoàn quân 18 đánh chiếm thành phố Košice. Ngày 20 tháng 1, Tập đoàn quân cận vệ 1 chiếm Prešov. Cùng ngày, Tập đoàn quân 38 tiến công rất nhanh trên con đường sắt Bắc Carpath còn chưa bị phá hoại và vượt sông Biała, đánh chiếm thành phố Nowy Sącz, một ngã tư đường sắt quan trọng ở sườn phía Bắc dãy Carpath. Đến ngày 21 tháng 1, ba tập đoàn quân Liên Xô và Quân đoàn Tiệp khắc 1 đã lấn sâu thêm trung bình 25 km nữa vào tuyến phòng thủ thứ hai của quân Đức.
Từ ngày 22 tháng 1, cuộc chiến diễn ra đặc biệt phức tạp và đẫm máu tại thành phố Maków Podhalański trên đất Ba Lan. Quân đoàn 11 SS chiếm giữ các điểm cao có lợi tại Sucha (???) và các công trình kiên cố tại thị trấn Żywiec đã chống trả kịch liệt các mũi tấn công của Quân đoàn bộ binh 101 (Liên Xô) có các trung đoàn xe tăng 8 và 12 yểm hộ. Do phải tách Quân đoàn bộ binh 52 bẻ hướng tấn công lên phía Bắc để phối hợp với Phương diện quân Ukraina 1 đánh chiếm Kraków, tướng K. S. Moskalenko buộc phải điều Quân đoàn bộ binh 67 từ thê đội 2 lên phía trước và tăng cường cho nó Lữ đoàn xe tăng cận vệ 42 lấy từ đội dự bị của Phương diện quân Ukraina 4. Cuộc chiến tại Maków Podhalański kéo dài đến ngày 28 tháng 1 khi Lữ đoàn xe tăng 42 đánh bật Trung đoàn xe tăng 5 thuộc Sư đoàn xe tăng "Wiking" (Đức) ra khỏi thành phố. Vượt qua điểm nút ở Maków Podhalański, Quân đoàn 101 (Liên Xô) thừa thắng đánh chiếm thị trấn Czechowice (???) ngày 29 tháng 1. Các sư đoàn bộ binh 140 và 183 tổ chức vượt sông Wisla và chiếm được hai đầu cầu nhỏ nhưng không thể mở rộng được do các sư đoàn 544 và 545 (Đức) liên tục phản kích với sự yểm hộ của 15 xe tăng.
Ở giữa mặt trận, sau khi đánh chiếm Prešov, Quân đoàn Tiệp Khắc 1 tăng tốc độ tấn công và ngày 27 tháng 1 đã giải phóng thành phố cổ Levoča. Ngày 28 tháng 1, Quân đoàn Tiệp Khắc tiếp tục chiếm lại thị trấn Poprad trên bờ Đông con sông cùng tên. Tập đoàn quân cận vệ 1 (Liên Xô) đã dịch chuyển mũi tấn công lên phía Bắc, giải phóng các thị trấn Sabinov, Lipany và ngày 29 tháng 1 cũng tiến đến bờ sông Poprad tại Stará Ľubovňa. Ở cánh trái của Phương diện quân Ukraina 4, sau khi giải phóng Košice, Tập đoàn quân 18 (Liên Xô) đã nhanh chóng vượt qua sườn phía Đông dãy núi Slovenské Rudohorie, cắt đứt tuyến đường sắt đi Banská Bystrica ở phía Margecany và phát triển đến Spišská Nová Ves. Đến đây, cuộc tấn công của Phương diện quân Ukraina 1 phải tạm dừng. Ở vùng biên giới Ba Lan - Tiệp Khắc, từ ngày 26 tháng 1, thống chế Ferdinand Schörner, Tư lệnh mới của Cụm tập đoàn quân "Trung tâm" đã chuyển đến đây sư đoàn xe tăng 20 để tăng cường cho Tập đoàn quân 17 giữ vùng Thượng Silesia, che chở cho sườn phía Nam khu công nghiệp Silesia. Các sư đoàn bộ binh 8 và 16 cũng được điều động đến các tuyến sông Poprad và Szola, tăng cường cho Quân đoàn bộ binh 11 và Quân đoàn sơn chiến 49 hình thành các trận địa phòng thủ mới. Mọi cuộc đột kích ngắn của Tập đoàn quân cận vệ 1, Tập đoàn quân 18 và Quân đoàn Tiệp Khắc 1 đều bị đánh bật trở lại.
Tại cánh phải của Phương diện quân Ukraina 4, Tập đoàn quân 38 vẫn tiếp tục cuộc tấn công. Ngày 31 tháng 1, các sư đoàn bộ binh 121 và 140 (Liên Xô) đã tiếp cận thành phố Bielsko-Biała nằm trên con đường cao tốc từ Kraków đi Olomouc. Đây là một trong hai con đường rút lui chủ yếu của cụm quân Đức tại Kraków về phía Tây vì tuyến đường sắt Kraków đi Moravská-Ostrava đã bị không quân Liên Xô phá hủy nặng nề. Các nhà ga tại Dobczyce, Książnica, Droginia, Sułkowice, Jordanów và Chabówka đều bị oanh tạc. Nếu để mất Bielsko-Biała, quân Đức chỉ còn lại duy nhất con đường sắt hiểm trở qua Żywiec để rút quân về Žilina. Mặc dù bị thiệt hại nặng nhưng Quân đoàn xe tăng 11 SS vẫn cố chống giữ thành phố này. Trong hai ngày tấn công đầu tiên, các sư đoàn Liên Xô đều bị đánh bật trở lại. Để đánh chiếm thành phố này, tướng I. E. Petrov yêu cầu Tập đoàn quân cận vệ 1 điều các sư đoàn bộ binh 271 và 276 chi viện cho Tập đoàn quân 38. Đồng thời, tướng A. A. Grechko vẫn phải hoàn thành nhiệm vụ phải đánh chiếm Żywiec trước ngày 3 tháng 2 để cắt đứt con đường rút quân cuối cùng của Quân đoàn xe tăng 11 SS sang phía Tây.

### Giai đoạn II
Để hoàn thành mục tiêu chiến dịch, Bộ Tổng tham mưu Liên Xô đã yêu cầu nguyên soái R. Ya. Malinovsky sớm mở chiến dịch Bratislava - Brno để hỗ trợ cho Phương diện quân Ukraina 4 vượt qua phòng tuyến Schwarzwasser của quân Đức. Tuy nhiên, R. Ya. Malinovsky cho rằng, nếu tấn công ngay vào Bratislava thì sườn phải của Phương diện quân Ukraina 2 sẽ bị kéo dài hơn, làm tăng thêm nguy cơ bị quân Đức đột kích vào hai bên sườn. Và điều đó đã xảy ra. Ngày 23 tháng 1, Tập đoàn quân xe tăng cận vệ 6 từ Esztergom thử đột kích theo hướng Bratislava đã bị Quân đoàn xe tăng 57 và Quân đoàn bộ binh 72 (Đức) đột kích vào hai bên sườn từ Nové Zámky xuống và từ Komárno lên. Ngày 25 tháng 1, Tập đoàn quân xe tăng 6 buộc phải rút về Esztergom. Bộ Tổng tham mưu Liên Xô đồng ý với ý kiến của R. Ya. Malinovsky và đề nghị Phương diện quân Ukraina 2 đưa cánh phải (gồm các tập đoàn quân 27, 53 và 40) trực tiếp tham gia chiến dịch Tây Carpath. Tuyến phân giới giữa hai phương diện quân Ukraina 2 và 4 sẽ dịch chuyển lên phía Bắc từ Polomka đến Kromejic (???). Quân đoàn Tiệp Khắc 1 cũng được điều từ Tập đoàn quân cận vệ 1 sang Tập đoàn quân 18 để tăng mật độ tấn công trên hướng Poprad - Liptovský Mikuláš.

#### Cuộc chiến tại Bielsko-Biała
Ngày 1 tháng 2 năm 1945, Chiến dịch Tây Carpath được khởi động lại. Trên cánh Bắc, sau 45 phút pháo kích chuẩn bị, các Sư đoàn bộ binh 121 và 140 bắt đầu tấn công Bielsko-Biała từ phía Bắc. Các sư đoàn bộ binh 271 và 276 đột nhập vào Bielsko-Biała từ phía Đông Nam. Quân đoàn bộ binh cận vệ 3 tiến nhanh đến Żywiec và Cieszyna (???) để cắt đứt con đường rút lui cuối cùng của quân Đức xuống phía Nam. Ngày 3 tháng 2, tuyến phòng thủ tại điểm tiếp giáp giữa Sư đoàn xung kích 544 và Sư đoàn bộ binh 75 (Đức) bị Lữ đoàn xe tăng cận vệ 42 và Trung đoàn pháo tự hành 1511 (Liên Xô) chọc thủng. Các sư đoàn bộ binh 211 và 305 (Quân đoàn bộ binh 67) được đưa vào cửa đột phá và mở rộng bàn đạp sâu 8 km, rộng 20 km ở phía Tây Nam Czechowice (???), phối hợp với Sư đoàn sơn chiến 129 (Quân đoàn bộ binh 107) khép vòng vây ở phía Tây cụm quân Đức tại Bielsko-Biała. Ngày 4 tháng 2, Sư đoàn bộ binh sơn chiến 128 (Quân đoàn bộ binh cận vệ 3) đánh chiếm thành phố Żywiec cắt đứt con đường rút quân cuối cùng của chủ lực Quân đoàn 11 SS (Đức) đang đóng tại Bielsko-Biała xuống phía Nam.
Trong ba ngày sau đó, tướng Friedrich Schulz sử dụng các sư đoàn bộ binh 8 và 16 mới được tăng viện cố gắng nối liên lạc với cụm quân Đức tại Bielsko-Biała nhưng các cuộc đổ bộ của quân Đức sang bờ Đông của thượng nguồn sông Wisla đều thất bại. Không còn trong mong vào quân cứu viện, ngày 12 tháng 2 năm 1945, tướng Matthias Kleinheisterkamp hạ lệnh cho quân Đức tại Bielsko-Biała tùy nghi di tản. Chỉ một phần ít ỏi của Sư đoàn bộ binh 75 và Sư đoàn xung kích 544 (Đức) chạy thoát khỏi thành phố, khoảng 15.000 quân Đức tại Bielsko-Biała bị tiêu diệt hoặc bị bắt làm tù binh. Chiều 12 tháng 2, các sư đoàn bộ binh 211, 340 và Trung đoàn xe tăng cận vệ 1 tiến vào giải phóng Bielsko-Biała. Trong 6 ngày tiếp theo, các sư đoàn của Tập đoàn quân 38 (Liên Xô) cố gắng đột phá sang phía Tây nhưng vẫn phải dừng lại trước tuyến sông Olza do tướng Ferdinand Schörner đã điều đến đây Sư đoàn xe tăng 18 SS và một phần Sư đoàn xe tăng 20 để củng cố tuyến phòng thủ này.

#### Trên hướng Liptovský Mikuláš
Tại tuyến sông Poprad, Tập đoàn quân 18 và Quân đoàn Tiệp Khắc 1 vấp phải một tuyến phòng ngự của quân Đức cứng rắn không kém tuyến phòng ngự trên sông Ondava trước đó. Ngoài tuyến phòng ngự chính sâu 7 km tại các tuyến sông Poprad và thượng nguồn sông Váh, các thành phố Liptovský Mikuláš, Liptovský Hrádok và Ružomberok đều được cấu trúc các boong ke, công sự. Các công trình xây dựng kiên cố đều bị biến thành các hỏa điểm. Trên con đường bộ từ Poprad đến Liptovský Mikuláš chỉ dài hơn 40 km nhưng đã có hơn 10 chốt chặn cấp đại đội, trong đó, ba chốt kiên cố được bố trí tại các hầm xuyên núi và chỗ giao nhau với con đường sắt Poprad - Liptovský Mikuláš. Quân Đức nhiều lần cử các toán công binh đến đánh sập cây cầu chung sắt - bộ ở Poprad nhưng đều bị các sư đoàn bộ binh 24 và 351 (Quân đoàn bộ binh 95) đang chiếm giữ đầu cầu bên bờ Tây sông Poprad đánh bật trở lại.
Ngày 1 tháng 2, trinh sát của Quân đoàn bộ binh 95 đã bắt liên lạc được với Lữ đoàn du kích quốc tế của trung tá Pyotr Alekseyevich Velichko. Lữ đoàn này vốn chỉ là một đội du kích nhỏ với quân số 11 người được thả dù xuống Slovakia từ mùa hè năm 1944 để thực hiện các vụ phá hoại ở hậu phương của quân Đức. Trong hơn nửa năm hoạt động, lữ đoàn này đã loại khỏi vòng chiến hơn 3.000 quân Đức, bắn rơi 9 máy bay, lật đổ hàng chục đoàn tàu bọc thép và tàu quân sự Đức. Quân số của lữ đoàn lên đến trên 2.000 người trong vòng vài tháng, bao gồm người Nga, người Tiệp, người Ba Lan, người Hungary và cả người Pháp. P. A. Velichko và các lữ đoàn phó T. M. Stadnik và A. S. Egorov đề nghị cho lữ đoàn dẫn Sư đoàn đổ bộ đường không 2 mang theo vũ khí, trang bị nhẹ và sơn pháo theo các con đường mòn băng qua núi, tránh các chốt chặn của quân Đức để đánh chiếm Liptovský Hrádok. Sau đó, thành phố này sẽ được dùng làm bàn đạp để đánh chiếm Liptovský Mikuláš và Ružomberok. Tướng A. I. Gastilovich đồng ý với kế hoạch này.
Ngày 3 tháng 2, Tập đoàn quân 18 và Quân đoàn bộ binh Tiệp Khắc 1 bắt đầu tấn công sau 30 phút bắn pháo chuẩn bị. Tuy nhiên, cuộc tấn công không thành công, các sư đoàn ở thê đội 1 đều bị đánh bật trở lại sau khi tiến lên chỉ vỏn vẹn mấy trăm mét. Ngày 5 tháng 2, cuộc tấn công được lặp lại và lần này, Quân đoàn Tiệp Khắc 1 đã chiếm được cụm phòng ngự mạnh của quân Đức tại Yalovets (???) trong ngày tấn công đầu tiên. Lữ đoàn xe tăng cận vệ 5, các trung đoàn pháo tự hành 108 và 875 được đưa vào cửa đột phá và phát triển tấn công theo quốc lộ Poprad - Liptovský Mikuláš. Ngày 11 tháng 2, Sư đoàn đổ bộ đường không 2 và Lữ đoàn du kích Velichko đánh chiếm thành phố Liptovský Hrádok. Tướng Karl von Le Suire tập trung quân về giữ Liptovský Mikuláš. Ngày 12 tháng 2, bốn sư đoàn của Tập đoàn quân 18 và Quân đoàn Tiệp Khắc 1 bắt đầu công kích thành phố. Sư đoàn bộ binh 138 (Quân đoàn bộ binh cận vệ 17) định đột kích qua làng Iľanovo vào Liptovský Mikuláš nhưng không thành công. Ngày hôm sau, tướng A. I. Gastilovich điều Sư đoàn bộ binh 8 đến tăng cường và tiếp tục cuộc tấn công sau khi pháo binh của Tập đoàn quân nã 11.333 quả đạn vào các vị trí phòng thủ của Sư đoàn bộ binh 320 (Đức) và Sư đoàn bộ binh 6 (Hungary). Buổi chiều cùng ngày, hai sư đoàn 8 và 138 chiếm được Iľanovo nhưng quân Đức đã điều thêm Sư đoàn sơn chiến 100 chốt chặt các cửa ngõ ra vào Liptovský Mikuláš.
Ngày 13 tháng 2, Quân đoàn bộ binh 95 và Sư đoàn đổ bộ đường không 2 chiếm được Ružomberok nhưng cuộc chiến tại Liptovský Mikuláš vẫn diễn ra giằng co ác liệt. Ngày 18 tháng 2, một trận bão tuyết đổ xuống dãy núi Fatra Lớn, cản trở sự di chuyển của xe cơ giới. Tầm nhìn giảm xuống chỉ còn từ 100 đến 200 mét khiến pháo binh và không quân không thể hoạt động được. Quân đoàn bộ binh cận vệ 17 cũng bị mắc kẹt trên các ngọn núi phía trước Liptovský Mikuláš. Tập đoàn quân 18 phải ngừng tấn công. Ngày 3 tháng 3, liên quân Liên Xô - Tiệp Khắc mở lại cuộc tấn công. Các sư đoàn bộ binh 24, 351 và Quân đoàn Tiệp Khắc 1 đã đột nhập vào thành phố và hất quân Đức về phía sau. Cuộc chiến diễn ra gay go, ác liệt xung quanh điểm cao 704, 748, 768, các làng Jiara (???) và Smerszan (???). Ngày 5 tháng 3, Quân đoàn bộ binh sơn chiến 49 (Đức) được tăng cường Trung đoàn xe tăng 5 thuộc Sư đoàn xe tăng "Wiking" lấy từ Quân đoàn bộ binh 11 sang tổ chức phản công, chiếm lại các điểm cao 704 và 768. Pháo binh Đức lập tức được điều đến hai điểm cao này và khống chế Liptovský Mikuláš. Ngày 8 tháng 3, tướng Karl von Le Suire tổ chức một cuộc phản công lớn đánh bật Sư đoàn bộ binh 24 (Liên Xô) khỏi Liptovský Mikuláš, đẩy Quân đoàn bộ binh cận vệ 17 và Quân đoàn Tiệp Khắc 1 lùi về sát phía Tây Ružomberok. Tướng I. E. Petrov buộc phải ra lệnh cho Tập đoàn quân 18 ngừng tấn công và tổ chức phòng thủ để giữ hai thành phố còn lại là Liptovský Hrádok và Ružomberok. Tuy nhiên, I. Ye. Petrov chỉ đạt được một nửa mục tiêu. Ngày 9 tháng 3, Quân đoàn sơn chiến 49 (Đức) chiếm lại Ružomberok.

#### Các cuộc tấn công của Phương diện quân Ukraina 2
Cánh phải của Phương diện quân Ukraina 2 gồm các tập đoàn quân 27, 40, 53 và Cụm kỵ binh cơ giới 1 của tướng I. A. Pliyev bắt đầu tấn công từ ngày 20 tháng 1 năm 1945. Sau 5 ngày chiến đấu, Tập đoàn quân 40 và Tập đoàn quân Rumania 4 đã vượt sông Slaná ở Plešivec, đánh chiếm các đèo ngang trên các con đường mòn qua dãy núi Slovenské Rudohorie tại Rožňava, Revusza (???) và Tiszov (???), hất Quân đoàn bộ binh 17 (Đức) về thung lũng thượng nguồn sông Hron tại sườn phía Bắc dãy Slovenské Rudohorie. Tập đoàn quân 27 cũng tiến công thắng lợi trên hướng Zvolen. Sau ba ngày tấn công và giành giật từng đường phố, các quân đoàn bộ binh cận vệ 35 và 104 đã đánh chiếm cứ điểm Lučenec do các Sư đoàn bộ binh 15 và 76 của Quân đoàn bộ binh 29 (Đức) đóng giữ. Ngày 24 tháng 1, Quân đoàn bộ binh 33 men theo đường sắt Lučenec - Zvolen tấn công lên Kriváň. Ngày 25 tháng 1, Tập đoàn quân 27 giải phóng Kriváň và chiếm giữ đèo Málinec.
Cuộc tấn công của Tập đoàn quân 53 (Liên Xô) trên cánh trái diễn ra phức tạp hơn. Tại địa đoạn từ phía Tây Lučenec đến Nemce và Levice, Quân đoàn xe tăng 4 (Đức) đã chống trả kịch liệt. Qua ba ngày đầu, cả Tập đoàn quân 53 và Cụm kỵ binh cơ giới của tướng I. A. Pliyev chỉ tiến lên được không quá 10 km theo hướng Banská Štiavnica. Ngày 23 tháng 1, Cụm kỵ binh cơ giới Liên Xô đột kích sang phía Tây và đánh chiếm Levice. Tập đoàn quân 53 tập trung quân đoàn bộ binh 24 (cận vệ) và Quân đoàn bộ binh 57 giải phóng Banská Štiavnica. Ngày 25 tháng 1, tình hình sườn trái của Cụm kỵ binh cơ giới của I. A. Pliyev trở nên phức tạp. Tập đoàn quân 6 (Đức) sử dụng Quân đoàn xe tăng 57 và Quân đoàn bộ binh 72 công kích vào hai bên sườn mũi tấn công của Tập đoàn quân xe tăng cận vệ 6 (Liên Xô) đang tấn công vào Komárno, buộc tập đoàn quân này phải rút về điểm xuất phát tại phía bắc Esztergom.
Trước nguy cơ bị vỡ mặt trận trên hướng Esztergom - Komárno, ngày 26 tháng 1, nguyên soái R. Ya. Malinovski buộc phải rút Cụm kỵ binh cơ giới của tướng I. A. Pliyev khỏi hướng Levice và điều nó đến tuyến sông Hron ở phía Tây Shagn nhằm yểm hộ sườn phải cho Tập đoàn quân xe tăng cận vệ 6 vừa bị thiệt hại trong các trận phản kích của Quân đoàn xe tăng 57 (Đức) tại khu vực giữa Nové Zámky và Komárno. Tình hình trên hướng Nam Budapest cũng phức tạp tương tự, quân Đức tổ chức 7 sư đoàn xe tăng phản kích từ hồ Balaton lên phía Nam Budapest. Cũng trong ngày 26 tháng 1, nguyên soái R. Ya. Malinovski tiếp tục phải rút Tập đoàn quân 27 về hướng Nam Budapest để tổ chức phản đột kích vào Quân đoàn xe tăng 4 SS đang công kích ra tuyến sông Danube. Hướng tấn công vào Zvolen do cánh trái của Tập đoàn quân 40 đảm nhận.
Ngày 3 tháng 2 năm 1945, các tập đoàn quân 40, 53 (Liên Xô) và các tập đoàn quân Romania 1 và 4 tiếp tục tấn công. Ngày 13 tháng 2, Quân đoàn bộ binh 50 giải phóng Brezno. Ngày 15 tháng 2, các sư đoàn bộ binh 54, 159 (Liên Xô) và Tập đoàn quân Romania 4 tấn công Zvolen nhưng sau ba ngày vẫn không chiếm được thành phố. Trên hướng Tây, Tập đoàn quân 53 và Tập đoàn quân Romania 1 phải rất vất vả mới tiến được ra tuyến sông Hron và buộc phải dừng lại trước con sông này. Pháo binh Liên Xô bị mắc kẹt trên các con đường lầy lội đầy tuyết ở giữa hai con sông Ipeľ và Hron. Ngày 13 tháng 2, Phương diện quân Ukraina 3 và cánh trái của Phương diện quân Ukraina 2 giải phóng Budapest nhưng cuộc tấn công trên cánh Bắc Budapest của quân đội Liên Xô buộc phải tạm đình chỉ ngày 20 tháng 2 do thiếu hụt binh lực và bị dàn mỏng ra sau khi 9 sư đoàn (kể cả Sư đoàn pháo binh 11) của Tập đoàn quân 27 và 2 quân đoàn kỵ binh cơ giới của tướng I. A. Pliyev bị điều sang các hướng khác.

## Kết quả và đánh giá

### Kết quả
Sau chiến dịch Tây Carpath, Phương diện quân Ukraina 2 và 4 đã giải phóng phần lớn lãnh thổ Slovakia và miền Nam Ba Lan, tiếp cận vùng thượng lưu sông Wisla và góp phần giúp cho Phương diện quân Ukraina 1 đánh bại quân Đức tại khu vực Silesia. Những thành quả của chiến dịch Tây Carpath cũng giúp quân đội Liên Xô đánh chiếm được một bàn đạp quan trọng tạo điều kiện thuận lợi để sớm mở Chiến dịch tấn công Moravská-Ostrava sau đó. Trong đó phải kể đến đầu cầu Chergovice nằm ở bờ Tây thượng nguồn sông Wisla.
Trong chiến dịch này, quân đội Liên Xô đã tiến về phía Tây từ 170 km đến 230 km, giải phóng hơn 2.000 điểm dân cư, trong đó có 12 thành phố và thị trấn, đánh tan 17 sư đoàn và 1 lữ đoàn Đức, thu giữ và phá hủy 2.300 đại bác và súng cối, 320 xe tăng và pháo tự hành, 65 máy bay và nhiều phương tiện chiến tranh khác. Theo các báo cáo từ mặt trận về Bộ Tổng tham mưu Liên Xô, khoảng 20.000 quân Đức thiệt mạng, gần 80.000 người khác bị thương. Sau chiến dịch, có 149 đơn vị Liên Xô chiến đấu xuất sắc đã được tặng thưởng các huân, huy chương và 42 đơn vị được phong tặng các danh hiệu "Košice", "Prešov", "Horlitski", "Popradski", "Yaslovski".
Tổn thất về người của quân đội Liên Xô: Phương diện quân Ukraina 4 có 16.312 người chết, 58.152 người bị thương. Trên cánh phải của Phương diện quân Ukraina 2 có 4.021 người chết, 16.815 người chết và bị thương. Tổng cộng cả hai phương diện quân Ukraina 2 vá 4 có 16.337 người chết, chiếm 3,4% quân số tham gia ban đầu. Tổn thất của các tập đoàn quân Romania 1 và 4 gồm 2.486 người chết và 9.844 người bị thương. Quân đoàn Tiệp Khắc 1 có 257 người chết và 713 người bị thương.

### Đánh giá
Chiến dịch Tây Carpath không hoàn thành được toàn bộ các mục tiêu đề ra. Các thành phố quan trọng ở miền Tây Slovakia như Žilina, Zvolen, Banská Bystrica và Liptovský Mikuláš vẫn nằm trong tay quân Đức. Nguyên nhân chủ quan về phía Liên Xô do cơ cấu binh lực của Phương diện quân Ukraina 4 không đáp ứng được yêu cầu tác chiến ở địa hình rừng núi mặc dù đã được tăng cường Tập đoàn quân 38. Trong các cuộc tấn công, chỉ có Tập đoàn quân 38 đạt được chiều sâu nhiệm vụ được quy định trong kế hoạch, khép chặt sườn phải cho cánh trái của Phương diện quân Ukraina 1 tấn công trên hướng Kraków - Katowice. Các tập đoàn quân 18 và cận vệ 1 chỉ có 14 sư đoàn bộ binh và trong đó cũng chỉ có 2 sư đoàn bộ binh sơn chiến. Cả hai tập đoàn quân chỉ có một lữ đoàn xe tăng (Lữ đoàn xe tăng cận vệ 5 của Tập đoàn quân 18). Ngay cả khi được tăng cường thêm Lữ đoàn xe tăng cận vệ 42 và Trung đoàn xe tăng cận vệ 1 cùng 2 trung đoàn pháo tự hành thì tỷ lệ so sánh về xe tăng vẫn nghiêng về quân đội Đức Quốc xã. Nguyên nhân của tình trạng này là do các tập đoàn quân và các quân đoàn xe tăng mạnh của quân đội Liên Xô đều tập trung cho các hướng tấn công chính tại Đông Phổ, đồng bằng Ba Lan và đồng bằng Hungary. Do đó quân đội Liên Xô ở Carpath đã không khai thác được lợi thế của các con đường chạy theo hướng Đông - Tây dọc theo thung lũng các con sông Slaná, Hornád, Váh và Hron để mở các mũi đột kích sâu.
Trong phối hợp hiệp đồng tác chiến cũng có vấn đề. Các tập đoàn quân Liên Xô mở cuộc tấn công không cùng một thời điểm, thời gian chênh lệch từ 3 đến 7 ngày, do đó, tính bất ngờ không còn. Quân Đức có thời gian để điều các lực lượng mạnh cơ động theo các tuyến đường sắt rất phát triển ở vùng Tây Carpath để phối hợp với quân đồn trú chặn kích từng mũi tấn công, đồng thời, có thời gian để chuẩn bị các cứ điểm phòng thủ mạnh ở các thành phố nằm trên đường tấn công của quân đội Liên Xô. Quân Đức cũng có đủ thời gian để điều động 4 sư đoàn, trong đó có 1 sư đoàn xe tăng đến tăng cường cho mặt trận Tây Carpath. Vào giai đoạn sau của chiến dịch, việc rút Tập đoàn quân 27 sang hướng Nam Budapest và Cụm kỵ binh cơ giới của tướng I. A. Pliyev sang hướng Tây Bắc Budapest dù là do tình huống bắt buộc để tập trung quân giải phóng Budapest nhưng cũng có tác động tiêu cực đến tiến trình của chiến dịch Tây Carpath. Binh lực của 5 tập đoàn quân Liên Xô vốn đã không chiếm ưu thế áp đảo so với quân Đức lại bị dàn mỏng thêm nên khó có thể duy trì các trận tấn công liên tục quá một tuần.
Mặc dù quan hệ giữa Tư lệnh Phương diện quân Ukraina 4, đại tướng I. Ye. Petrov với ủy viên hội đồng quân sự phương diện quân, thượng tướng L. Z. Mekhlis được nguyên soái G. K. Zhukov đánh giá là không có vấn đề gì lớn: "I. Ye. Petrov làm việc ăn ý với Mekhlis và Petrov không có gì phàn nàn về Mekhlis" nhưng sau chiến dịch, I. V. Stalin vẫn quyết định thay I. Ye. Petrov. Ngày 25 tháng 3 năm 1945, đại tướng I. Ye. Petrov được điều đi làm tham mưu trưởng Phương diện quân Ukraina 1. Thay thế ông là đại tướng A. I. Yeryomenko, nguyên Tư lệnh Phương diện quân Pribaltic 2. Thượng tướng L. M. Saldalov, nguyên tham mưu trưởng Phương diện quân Pribaltic 2 cũng được cử đến làm tham mưu trưởng Phương diện quân Ukraina 4 thay trung tướng F. K. Korzhenyevich được điều đi làm tham mưu trưởng quân khu Zakavkaz. Phương diện quân Ukraina 4 được bổ sung quân số, vũ khí, phương tiện và tăng cường thêm Tập đoàn quân 60 của thượng tướng P. A. Kurochkin, Quân đoàn xe tăng 31 và tập trung chuẩn bị mọi mặt cho Chiến dịch tấn công Moravská-Ostrava.